# لئوناردو سوارز
لئوناردو سوارز (انگلیسی: Leonardo Suárez؛ زادهٔ ۳۰ مارس ۱۹۹۶) بازیکن فوتبال اهل آرژانتین است که در پست وینگر برای باشگاه آمریکا در لیگ برتر فوتبال مکزیک بازی می‌کند.
وی همچنین در تیم‌های ملی فوتبال زیر ۱۷ سال و زیر ۲۰ سال آرژانتین بازی کرده‌است.